# Чорнобильський радіаційно-екологічний біосферний заповідник

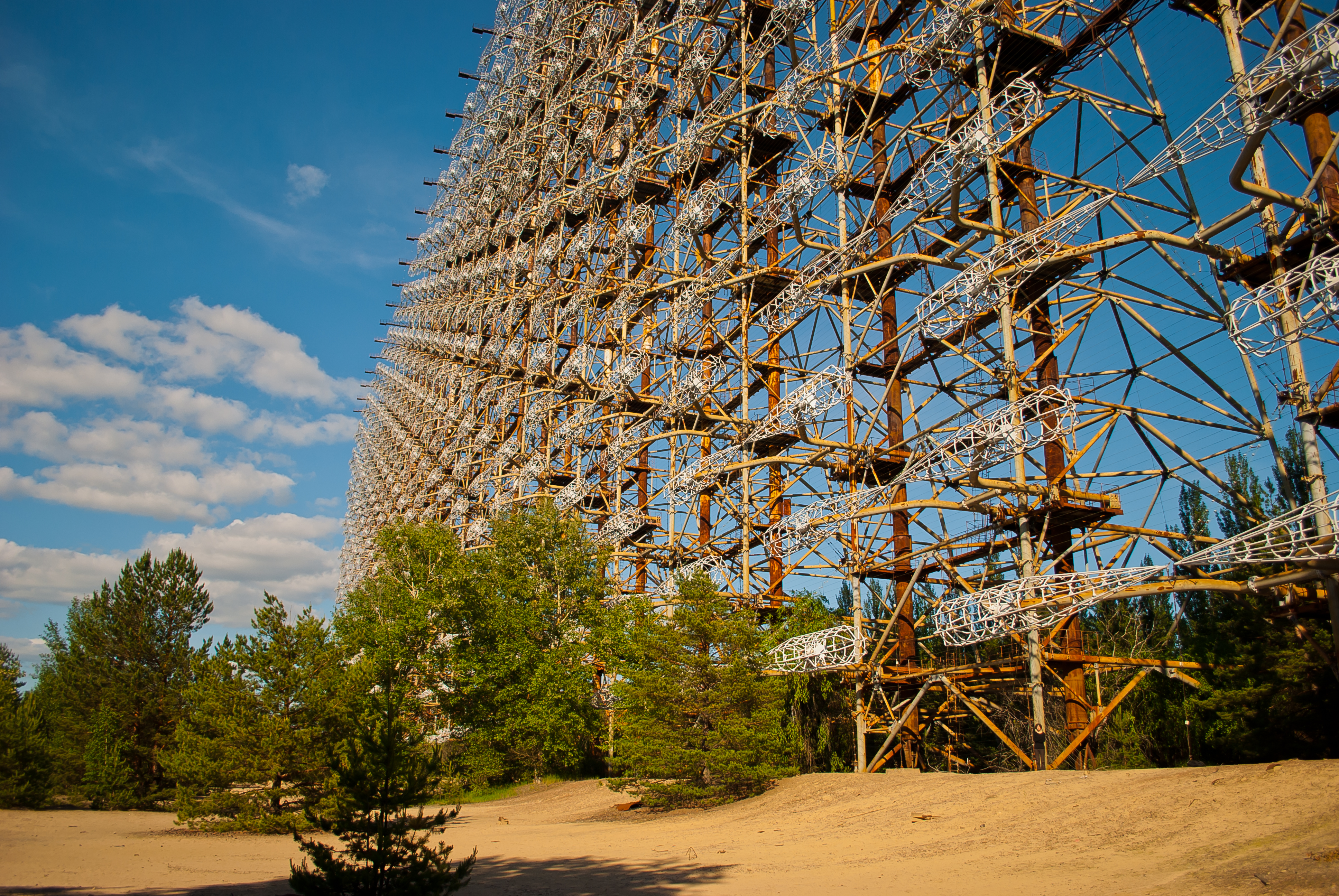
Загоризонтна радіолокаційна станція «Дуга» на теренах заповідника

Чорнобильський радіаційно-екологічний біосферний заповідник — природоохоронна територія в Україні, біосферний заповідник. Розташований у межах Іванківського та Поліського районів Київської області у Зоні відчуження Чорнобильської АЕС. Утворений Указом Президента України від 26 квітня 2016 року на теренах Іванківського та Поліського районів Київської області, в межах зони відчуження і зони безумовного (обов'язкового) відселення (ЗВіЗБ(О)В). Площа Заповідника становить 226 269,5 га — це найбільша одиниця природно-заповідного фонду на території України, адже до цього найбільшим природним заповідником України був Кримський природний заповідник з площею 44 000 га. Офіційний слоган: «Місце, де природа може бути собою».

## Мета заснування
Збереження у природному стані найбільш типових природних комплексів Полісся, забезпечення підтримки та підвищення бар'єрної функції зони відчуження і зони безумовного (обов'язкового) відселення, усталення гідрологічного режиму та відновлення територій, забруднених радіонуклідами, сприяння організації та проведенню наукових досліджень, зокрема за участю іноземних і вітчизняних фахівців.

## Основні завдання
Зменшення, екологічної небезпеки та збереження природних багатств ЗВіЗБ(О)В, запобігання винесенню радіонуклідів з території зон радіоактивного забруднення; відтворення і збереження природного різноманіття ландшафтів, генофонду тваринного і рослинного світу, підтримання загального екологічного балансу; здійснення періодичної інвентаризації природних ресурсів, дослідження явищ та процесів, які відбуваються в екосистемах заповідника; проведення екологічного, медико-біологічного та радіаційного вивчення території; здійснення наукових досліджень у галузі охорони навколишнього природного середовища; забезпечення дотримання режиму охорони території Заповідника з усіма природними об'єктами; утримання території в належному санітарному та пожежобезпечному стані; організація протипожежної охорони природних комплексів; проведення екологічної освітньо-виховної роботи та інше.

## Історія
Передумови створення об'єктів ПЗФ на території зони відчуження та зони безумовного (обов'язкового) відселення з'явились задовго до 26 квітня 2016 року, коли був виданий Указ Президента України про його утворення. Протягом перших 5 років після аварії на ЧАЕС дослідники відзначали поступове відтворення тваринного і рослинного світу: сприятливими умовами для цього стали евакуація населення й припинення тут господарської діяльності. Вчені зафіксували зростання чисельності типових та появу рідкісних видів флори та фауни. Прогноз на майбутнє був сприятливий – очікувалось повільне перетворення антропогенних ландшафтів у наближені до природного стану природного комплексу Полісся. Цей процес отримав назву — «вторинні екологічні наслідки». З середини 90-х років науковці та громадськість повертались до питання створення заповідної території в зоні відчуження та зоні безумовного (обов'язкового) відселення. Так, 2007 року Указом Президента України, на теренах Іванківського району Київської області було оголошено загальнозоологічний заказник загальнодержавного значення «Чорнобильський спеціальний». 2013 року Міністерство екології та природних ресурсів підтримало клопотання екоспільноти щодо створення Чорнобильського біосферного заповідника. Після трьох років підготовки, обговорень та погоджень всіх необхідних документів Президентом України було видано відповідний Указ. З середини 2017 року Заповідник активно розвивався як самостійна бюджетна установа, що належить до сфери управління Державного агентства України з управління зоною відчуження. З 2018 року Заповідник активно залучається до впровадження міжнародних проєктів, а його науковим підрозділом організовуються перші наукові експедиції з вивчення флори і фауни на землях зони відчуження. Наразі Заповідник є учасником  та партнером проєктів – GEF/UNEP, WWF, SATREPS, LIFE, ICLEAR, COST, SGP GEF, спрямованих на збереження та відтворення природних комплексів та об’єктів зони відчуження.
У грудні 2020 року Чорнобильський заповідник долучився до Глобальної інформаційної платформи даних з біорізноманіття - The Global Biodiversity Information Facility (GBIF: The Global Biodiversity Information Facility).  Сторінка заповідника на GBIF
Як видавець даних опублікував 4 datasets (датасети або набори даних): 
Два набори типу "контрольний список":
- Сhecklist of flora of the territory of Chornobyl Radiation and Ecological Biosphere Reserve  
- Checklist of species of animals of territory of Chornobyl Radiation and Ecological Biosphere Reserve пос
Два набори даних типу знахідка (містять 367 знахідок, точок зустрічності):
- Records of Nyctereutes procyonoides from the territory of Chornobyl Radiation and Ecological Biosphere Reserve, Ukraine – зібрано Заповідником
- Nyctereutes procyonoides records in Chornobyl Radiation and Ecological Biosphere Reserve, Ukraine, ELP project – зібрано у співпраці з Франкфуртським зоологічним товариством.
Чорнобильський заповідник у своїй роботі ефективно використовує сучасні ГІС-технології, зокрема мобільний додаток ArcGIS Survey 123 для збору й фіксації інформації та засоби ДЗЗ для моніторингу пожежної ситуації.
З 2020 року Заповідник є засновником науково-практичного журналу «Чорнобильський науковий хаб»/ CHERNOBYL science HUB
У листопаді 2021 року установі затверджено Проєкт організації території (наказ Мінприроди від 09.11.2021 року № 737).
У травні 2022  року Заповідник отримав статус наукової установи (Свідоцтво про державну атестацію наукової установи від 26.05.2022 року № 00484).
В грудні того ж  року Чорнобильський радіаційно-екологічний біосферний заповідник став повноправним землекористувачем 226 964,7 га земель зони відчуження та зони безумовного (обов’язкового) відселення – розпорядженням Кабінету Міністрів України від 10.09.2022 № 799 «Про вилучення та надання земельних ділянок у постійне користування із зміною цільового призначення» затверджено Проєкт землеустрою.
У 2022 році, у співавторстві з іншими фахівцями ЧРЕБЗ, підготовлено Концепцію розвитку національної дослідницької інфраструктури на базі наукових установ – об’єктів природно-заповідного фонду України.
5 грудня 2024 року, згідно з Указом Президента України від 5 грудня 2024 року № 835/2024 «Про зміну меж території Чорнобильського радіаційно-екологічного біосферного заповідника», межі заповідника було змінено шляхом вилучення зі складу його території земельних ділянок шириною 45 м уздовж лінії державного кордону України (землі державної власності зони відчуження та зони безумовного (обов’язкового) відселення території, що зазнала радіоактивного забруднення внаслідок Чорнобильської катастрофи) загальною площею 695,2 га, які вилучаються в установленому порядку у цього біосферного заповідника й надаються в постійне користування військовим частинам Державної прикордонної служби України (ДПСУ) для будівництва, облаштування та утримання інженерно-технічних і фортифікаційних споруд, огорож, прикордонних знаків, прикордонних просік, комунікацій. Загальна площа території Чорнобильського радіаційно-екологічного біосферного заповідника була визначена в розмірі 226 269,5 га.

### Тимчасова окупація заповідника

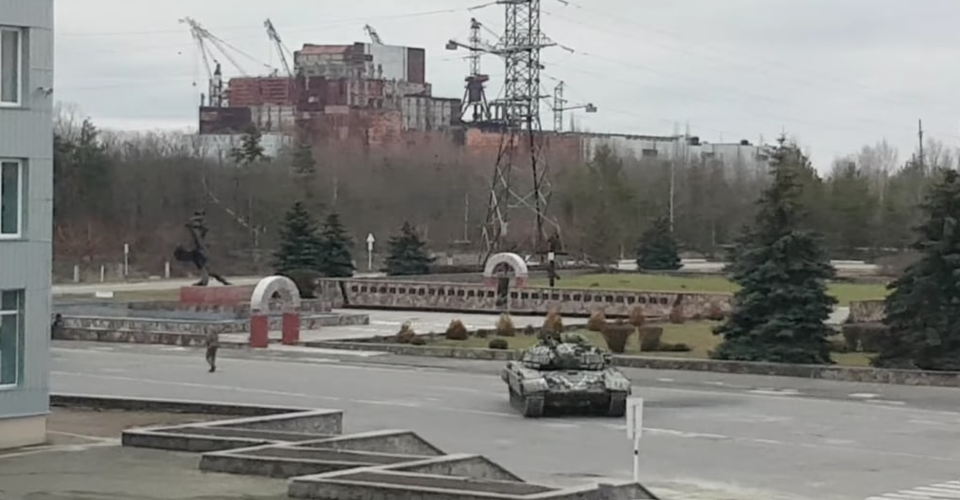
російський танк біля Чорнобильської атомної станції

Під час російського вторгнення в Україну Чорнобильський заповідник був тимчасово окупований російськими військами. В результаті окупації з 24.02.2022 до 1.04.2022 року, було повністю знищено приміщення у м. Чорнобиль на вул. Котовського, 4, частково зруйновані та понівечені офісні приміщення у м. Чорнобилі та будівля спостережного пункту у с. Рагівці, знищено координаційний центр оперативного управління пожежами та надзвичайними ситуаціями.
Викрадено  автотранспортні засоби, комп’ютерну та офісну техніку, тепловізори, фотопастки, дозиметри, сейфи з документами, генератори, GPS-трекери, меблі, квадрокоптери, лабораторне приладдя, інструменти, засоби індивідуального захисту, спецодяг та особисті речі працівників. Розмір шкоди, завданої природним екосистемам, флорі та фауні Заповідника наразі повністю не оцінений. Також сплановано проведення наукової експедиції з визначенням збитків нанесених заповідним екосистемам.

## Геологічна будова
Основним геологічним чинником, що визначає геологічну будову території розташування Заповідника, є її причетність до великого тектонічного зрушення — Прип'ятського розлому, який служить прикордонною зоною двох найбільших структур Східноєвропейської платформи: Українського щита і Дніпровсько-Донецької западини. Велику частину території посідає північне закінчення південно-західної монокліналі південного борту Дніпровсько-Донецької западини. Північно-західна частина території міститься в межах південно-східних кордонів Прип'ятської западини, а північна і північно-східна розташовані на південному закінченні Брагінського-Чернігівського виступу кристалічного фундаменту, який розподіляє Прип'ятський і Дніпровський грабени. Попри давній вік цієї структури, вона протягом усієї геологічної історії була і є тектонічно активною зоною, про що свідчать численні геологічні та геоморфологічні дані.

## Геоморфологія та рельєф
Терени заповідника, як і вся зона відчуження, лежать у межах фізико-географічної області Київського Полісся Поліської низовини Східноєвропейської рівнини. Геоморфологічна будова обумовлює значну диференціацію природних територіальних комплексів. На межиріччях переважають зандрові та моренно-зандрові рівнини. Зустрічаються кінцево-моренні гряди. В річкових долинах головна роль належить заплавам та акумулятивним терасам із еоловими формами рельєфу та заболоченими ділянками.
У творенні рельєфу і диференціації природних територіальних комплексів (ПТК) важливу роль відіграють антропогенові відклади середньою потужністю 20-30 м з найбільшою — 50...60 м. За походженням їх відносять до льодовикового, воднольодовикового, алювіального, еолового, озерного, делювіального, органогенного та інших типів. Літологічно це, переважно, піщані та глинисто-піщані відклади з валунами і галькою, здебільшого, з кристалічних порід.

## Клімат
На території Заповідника чітко вирізняються і мають приблизно рівну тривалість чотири сезони року. Зимовий сезон охоплює період грудень-лютий. Його початок пов'язаний з вторгненням арктичного повітря, що зумовлює різке похолодання, морозну і снігову погоду. Середньомісячні температури повітря нижчі 0°С. Найхолоднішим місяцем є січень. Взимку дуже розвинена циклонічна діяльність. Проходження західних і північно-західних циклонів нерідко супроводжується короткочасним потеплінням, інтенсивними снігопадами, потужними вітрами і хуртовинами. Південно-західні і південні циклони можуть призводити до тривалих відлиг і сходу снігового покриву. Весняна пора на тлі значних коливань температури, відзначається значним її підвищенням, інтенсивним таненням снігового покриву і швидким висиханням ґрунту. У квітні і травні нерідко спостерігається прохолодна погода, зумовлена вторгненням арктичного повітря.
Літо у Заповіднику охоплює, зазвичай, період з кінця другої декади травня до кінця серпня. Погодні умови цього сезону відрізняються помітним підвищенням температури. Йому притаманні підвищена кількість опадів, переважно у вигляді злив, активна грозова діяльність. Зниження температур обумовлені проходженням циклонів з заходу та північного заходу. Заморозки, навіть на поверхні ґрунту, майже не відзначаються. У цей час можуть спостерігатися шквали та смерчі. Найтеплішим місяцем є липень, однак протягом близько третини років (з часу запровадження постійних спостережень) найвища температура спостерігається у серпні або червні.
Осінь настає у вересні і триває, здебільшого, до кінця листопада. Протягом першої половини осені, зазвичай утримується суха, відносно тепла погода з вікнами так званого «бабиного літа». Друга половина осені відзначається загальним погіршенням погоди, що полягає у великій кількості похмурих днів з довгими дощами, туманами, подальшим зниженням температури. Атмосферна циркуляція у листопаді все частіше набуває характеру зимової, нерідко на нетривалий час встановлюється сніговий покрив.
За даними багаторічних спостережень на метеостанції Чорнобиль, середня річна температура повітря становить 7,2˚С. Найхолодніший місяць року — січень. Його середня багаторічна температура дорівнює -6,1˚С, найтепліший — липень з середньою температурою повітря 18,9 ˚С. Засвідчені сплески температур повітря становили: абсолютний мінімум -35 ˚С, абсолютний максимум 39 ˚С.

## Гідрологія
Поверхневі водні об'єкти Заповідника представлені річкою Прип'ять, її основною притокою — річкою Уж, малими річками нижчих порядків, заплавними озерами, штучними об'єктами (ставками і меліоративними каналами у різному ступені деградації, так званими затонами, які є відгородженими від основного русла старицями) та болотами.
Найбільшим водним об'єктом ЗВ є р. Прип'ять. Її довжина у межах ЗВ становить близько 60 км, а площа водозбору близько 2000 км².
У межах зони відчуження Прип'ять має розвинену широку долину. Русло ріки до початку активного антропогенного впливу було досить звивисте і багате на меандри і стариці. Частина з них стала типовими заплавними озерами. Ширина русла на річковій ділянці (приблизно до впадіння р. Уж) переважно становить 100—250 м.
До аварії на ЧАЕС річка була судноплавною, працювали порти Чорнобиль та Прип'ять, а судна на підводних крилах піднімались до м. Мозир. Регулярно проводились роботи з поглиблення та облаштування русла для потреб судноплавства. Найбільші переформування русла пов'язані зі спорудженням водойми-охолоджувача ЧАЕС. Для цього була відгороджена частина історичного русла довжиною близько 12 км, а лівіше від нього прокладено новий канал. Для захисту лівобережних сіл від повеней ще в середині 20 століття на частині заплави були облаштовані дамби. У післяаварійний період для обмеження водної міграції радіонуклідів були споруджені захисні дамби у ближній зоні ЧАЕС, їх загальна довжина перевищує 20 км, а також посилено кріплення берегів річки кам'яними насипами. Таким чином, найбільш забруднені стариці на сьогодні не сполучені з річкою.
Гідрологічний режим р. Прип'ять характеризується тривалим весняним водопіллям (як правило, березень — липень), низькою літньою меженню, підвищеною водністю восени. Зимова межень в останні роки нестійка, з мінливою водністю, а на рівневий режим впливають заторні явища. Під час весняного водопілля спостерігається підйом рівнів води здебільшого на 2-4 м, у визначні повені — до 6 м. Середня річна витрата води у гирлі — бл. 450 м³/с, середній максимум водопілля 1300 м³/с, а максимальною витратою у сучасних кліматичних умовах слід вважати зафіксовану у 1979 р. (4500 м³/с).
Основним джерелом живлення річок Заповідника є сніговий покрив. Доля стоку талих вод становить близько 60 % річного; решта стоку розподіляється, в залежності від окремих річкових басейнів, на ґрунтове і дощове живлення. Такий характер живлення накладає свій відбиток на режим рівнів протягом року. Доля підземного живлення значна і коливається від 20 % до 33 % від сумарного стоку. Дощове живлення в основному впливає на формування стоку малих річок.
Деякі річки (Сахан, Ілля, Брагінка та кілька інших водотоків) перекриті після 1986 року в одному або кількох місцях спеціальними фільтраційними дамбами з метою зменшення виносу радіонуклідів в р. Прип'ять, а також перегороджено кілька стариць та затонів. На річках перед дамбами місцями утворились різні за площею водні дзеркала.
До 1986 року на сучасній території Заповідника, в основному на землях сільськогосподарських підприємств, було створено низку гідромеліоративних систем: «Уж-1», «Уж-2», «Товстий Ліс», «Сахан», «Галло», «Розсоха», «Ямпіль», «Усівська», «Прип'ятська» та інші.
Після аварії на ЧАЕС господарський догляд за меліоративними системами не здійснювався, за винятком кількох магістральних каналів. Канали замулюються та заростають рослинністю, погіршується стан гідротехнічних споруд. Осушені території поступово повертаються у первісний природний стан, на них відновлюються водно-болотні угіддя.

## Радіаційний стан
Зона відчуження є епіцентром аварії на ЧАЕС, яка визнається експертами як найбільша в історії ядерної енергетики. У межах зазначеної зони радіаційний вплив катастрофи на навколишнє середовище і людину досяг максимально небезпечних значень. Тому була проведена безпрецедентна за масштабами мирного часу евакуація населення, згорнута господарська діяльність, закриті промислові та сільськогосподарські підприємства.
Характерною особливістю радіоактивного забруднення чорнобильського походження є просторова неоднорідність щільності, радіонуклідного складу та фізико-хімічних форм випадіння.
Сьогодні радіаційна обстановка формується такими елементами: Цезій-137 — найбільш біологічно небезпечний ізотоп, обумовлює до 90 % дози зовнішнього опромінення персоналу (період напіврозпаду — близько 30 років).
Стронцій-90 — має значну мобільність в екосистемах, ефективно вбудовується в ланцюг «ґрунт-рослина-тварина-опад-ґрунт», водорозчинний — є основним компонентом потоку радіоактивних речовин, які потрапляють за межі зони водним шляхом (період напіврозпаду — близько 29 років).
Плутоній (ізотопи 238, 239, 240) — становить значну небезпеку для організму людини як внаслідок альфа-випромінювання, так і хімічної токсичності, однак не має значної екологічної та біологічної мобільності. Період напіврозпаду Pu-239 становить близько 24 тис. років. Ізотопи цього елементу будуть обумовлювати радіаційну ситуацію на території зони в дальній перспективі.
Америцій-241 — продукт розпаду Pu-241. Єдиний радіонуклід аварійного викиду, активність якого зараз збільшується (період напіврозпаду становить 433 роки).
Найбільші значення радіоактивного забруднення в межах Заповідника відзначені в районі західного сліду (c. Буряківка) та північного сліду аварійних радіоактивних випадінь (сс. Усів та Машеве). Концентрація радіонуклідів у поверхневих водах залежить від типу водойми та щільності поверхневого забруднення водозбору. Найбільші показники забруднення мають замкнуті водойми оз. Глибоке та Красненська стариця. Концентрація радіонуклідів в атмосферному повітрі має найбільші значення в пункті спостереження «Машеве», найменші — в пункті спостереження «Дитятки».

## Флора
Територія за характером рослинності належить до зони широколистяних лісів. До 18-19 ст. була суцільно вкрита лісами, але на початок 20-го століття лісистість знизилась до 11-12 %. Причини цього полягали в інтенсивному використанні лісової деревини та лісових земель. Місцеве виробництва скла, поташу, видобуток руди вимагали великого обсягу паливної деревини. Завдяки меліорації з'явилась можливість освоєння лісових земель для сільського господарства. Внаслідок тривалого антропогенного впливу відбувалась фрагментація і знищення лісових комплексів і окремих видів. Острівний характер залишкових лісів надзвичайно ускладнив відновлення мозаїчно-ярусної структури фітоценозів.
Значне зниження родючості земель і неможливість їх подальшого сільськогосподарського використання змусили повернутись до лісовідновлення. Перші роботи зі штучного лісовідновлення 

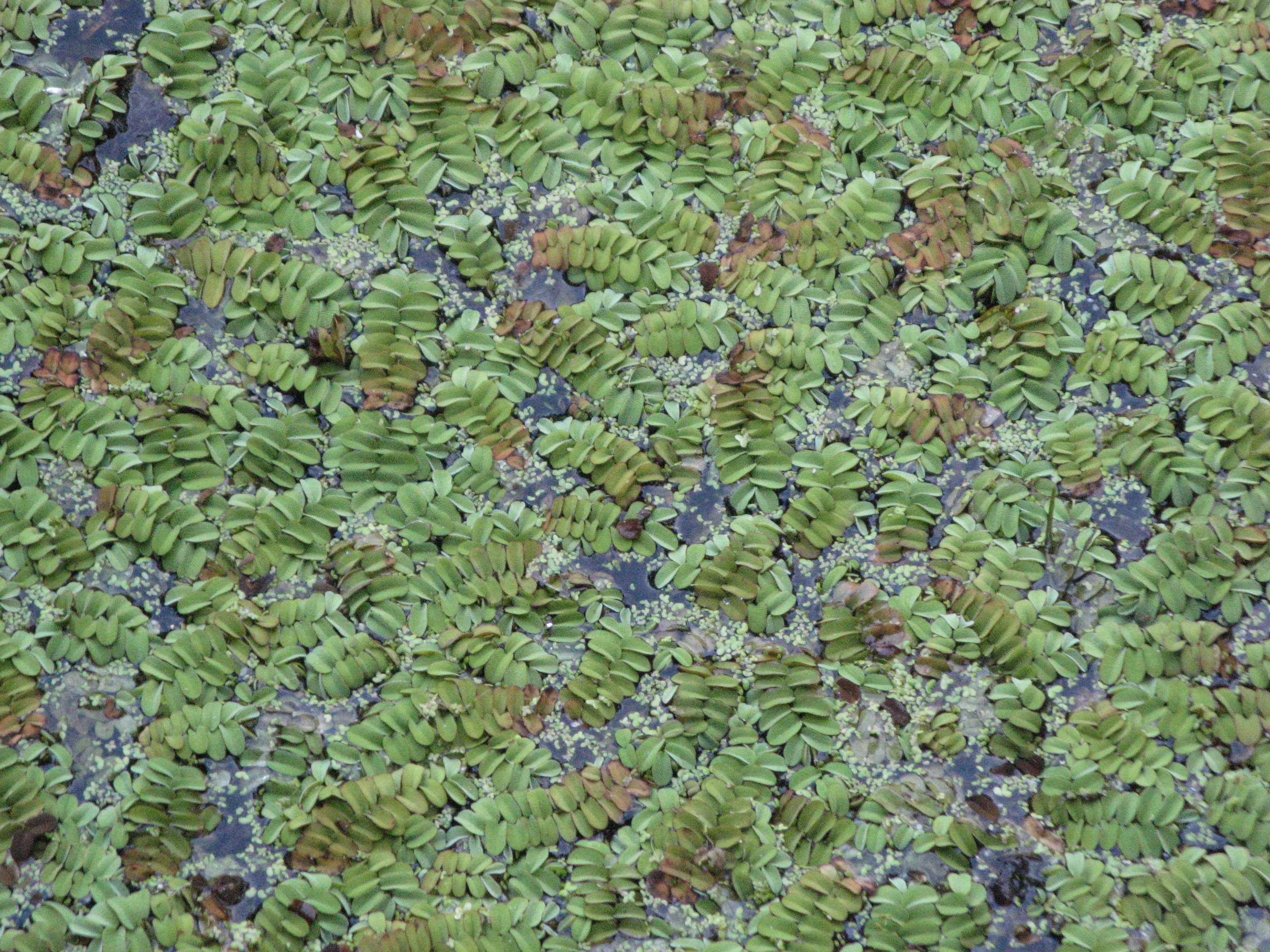
Сальвінія плавуча

розпочались у 20-х роках минулого століття, а в 50-60-х роках вони набули масового характеру. Протягом цього часу площа лісів збільшилась в 4 рази і сягнула близько 50 % території. Переважну їх більшість становлять монокультурні одновікові соснові насадження. Після 1986 року виконання лісівничих заходів було припинено і відновлено вже після 1992 року, коли було створене спеціалізоване лісове підприємство «Чорнобильліс». За час, що минув після аварії на ЧАЕС, частина покинутих сільськогосподарських угідь та населених пунктів безладно заростає, завдяки чому лісистість становить близько 58 %.
За геоботанічним районуванням Заповідник розташований в Поліській підпровінції Європейської широколистяно-лісової області лісової зони. Значна частина території входить до Києво-Поліського геоботанічного округу дубово-соснових лісів, а її частина на лівому березі Прип'яті — до Полісько-

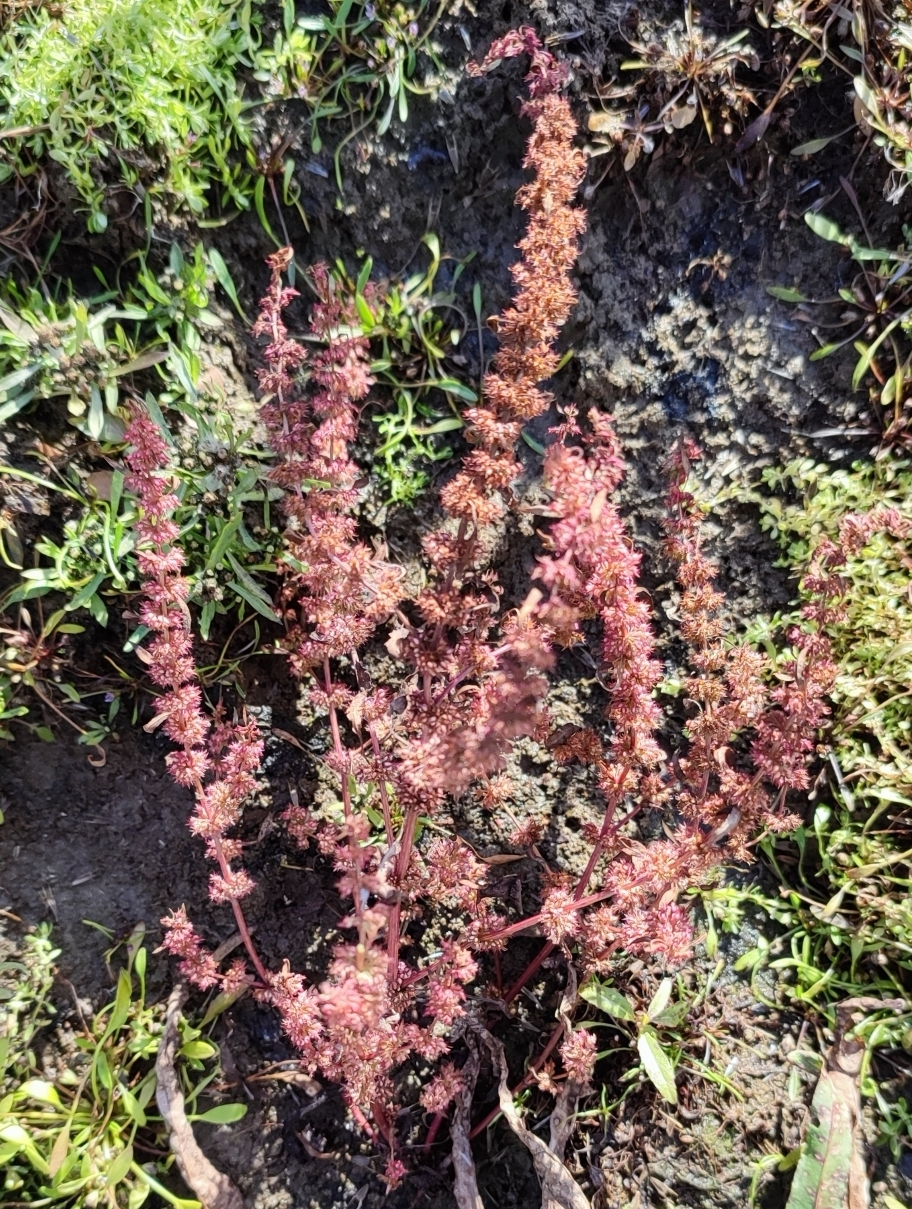
Щавель український

Придніпровського геоботанічного округу соснових, дубово-соснових лісів і грабових дібров, евтрофних боліт і заливних лугів. У Києво-Поліському окрузі територія Заповідника поширюється на частини Вільчансько-Чорнобильського, Народицько-Іванківського і Горностайпільсько-Димерського геоботанічних районів. У Полісько-Придніпровському окрузі охоплює Зимовищанський і частково Пергансько-Виступовицький та Південнополіський геоботанічні райони. Зимовищанський і Пергансько-Виступовицький райони, які прилягають до Південнополіського геоботанічного району, деякі фахівці також вважають його частинами.
Загалом, флора Заповідника налічує 1256 видів судинних рослин, 120 видів лишайників та 20 видів моху.
З Європейського червоного списку на території Заповідника зростають п'ять видів рослин: верблюдка гісополиста (Corispermum hyssopifolium L.), смілка литовська (Silene lithuanica Zapal), козельці українські (Tragopogon ucrainicus Artemcz), зіновать Ліндеманна (Chamaecytisus lindemannii (V. Krecz.) Klaskova), щавель український (Rumex ucrainicus Fisch. ex Spreng).
До видів рослин, внесених у Додаток 1 Конвенції про охорону дикої флори і фауни та природних середовищ існування в Європі (Берн, 1979), належать: альдрованда пухирчаста (Aldrovanda vesiculosa L.), сон широколистий (Pulsatilla patens (L.) Mill. s.l.), сальвінія плавуча (Salvinia natans (L.) All.), водяний горіх (Trapa natans L. s.l.), маточник вузьколистий (Dracocephalum ruyschiana L.), наголоватки волошкові (Jurinea cyanoides (L.) Rchb), дягель болотяний (Ostericum palustre (Bess.), гронянка багатороздільна (Botrychium multifidum (S. G. Gmel.) Rupr), Виявлено 46 видів флори, занесених до Червоної книги України, а саме: судинні рослини: дифазіаструм сплюснутий (Diphasiastrum complanatum (L.) Holub), дифазіаструм Цайллера (Diphasiastrum zeilleri (Rouy) Holub), плаунець торфовий (Lycopodiella inundata (L.) Holub), плаун колючий (Lycopodium annotinum L.), баранець звичайний (Huperzia selago (L.) Bemh. ex Schrank et Mart.), гронянка багатороздільна (Botrychium 

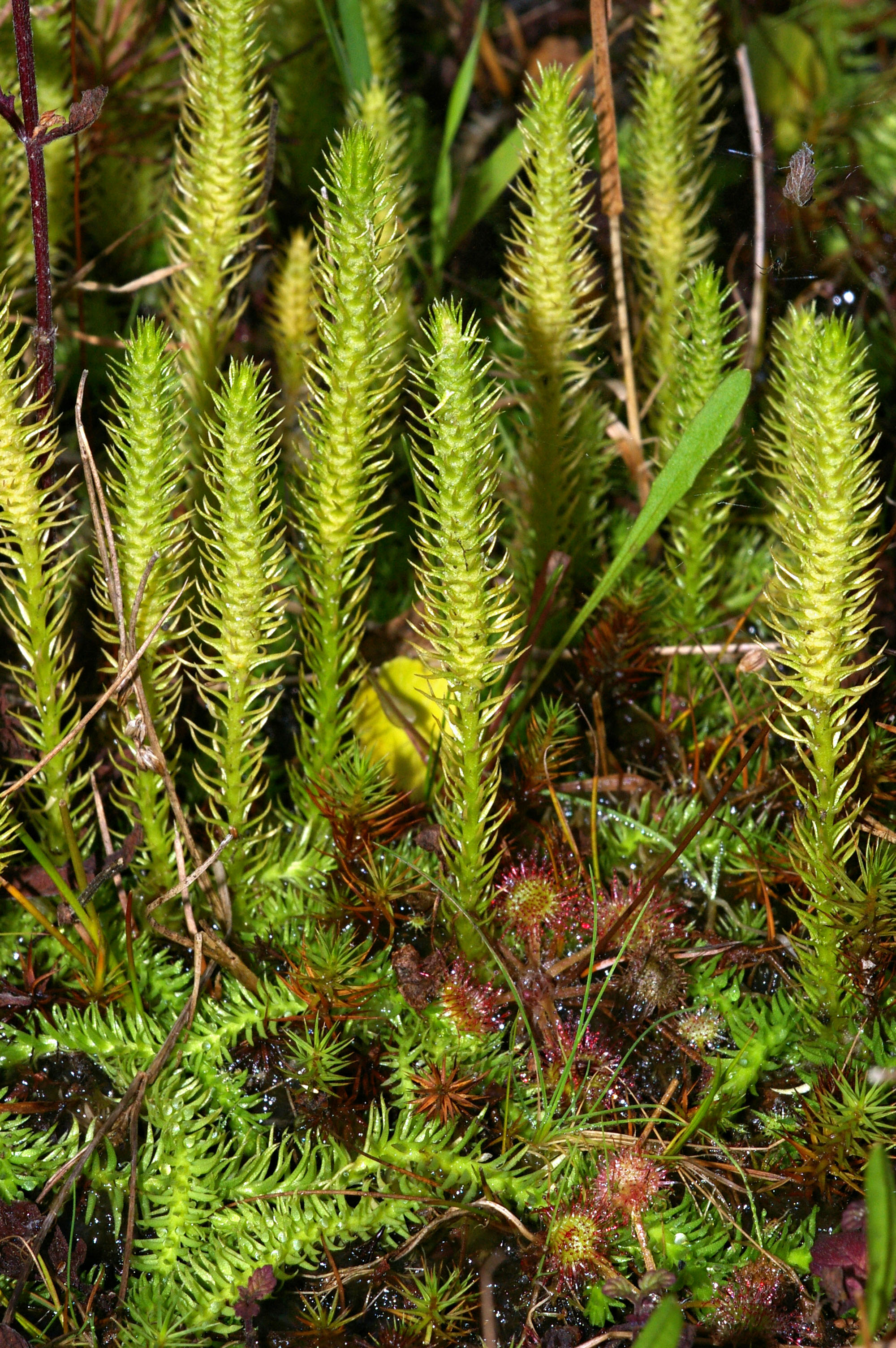
Плаунець торфовий

multifidum (S.G. Gmel.) Rupr.), сальвінія плавуча (Salvinia natans (L.) All.), цибуля ведмежа, або черемша (Allium ursinum L.), осока затінкова (Carex umbrosa Host), ситняг австрійський (Eleocharis mamillata Lindb. f.), півники сибірські (Iris sibirica L.), ситник бульбистий (Juncus bulbosus L.), лілія лісова, або кучерява (Lilium martagon L.), зозульки бузинові: Фукса (Dactylorhiza fuchsii (Druce) Soo), м'ясочервоний (D. incarnata (L.) Soo s.l.), плямистий (D. maculata (L.) Soo s.l.), коручка чемерникоподібна, або широколиста (Epipactis helleborine (L.) Crantz), гудайєра повзуча (Goodyera repens (L.) R. Br.), зозулині сльози яйцеподібні (Listera ovata (L.) R. Br.), гніздівка звичайна (Neottia nidus-avis (L.) Rich.), любка дволиста (Platanthera bifolia (L.) Rich.), болотянка звичайна (Scheuchzeria palustris L.), берези низька (Betula humilis Schrank) і темна (B. obscura А. Kotula), смілка литовська (Silene lithuanica Zapal), альдрованда пухирчаста (Aldrovanda vesiculosa L.), росички середня (Drosera intermedia Hayne) і англійська (D. anglica Huds.), астрагал піщаний (Astragalus arenarius L.), пухирник середній (Utricularia intermedia Hayne) і малий (U. minor L.), сон широколистий (Pulsatilla patens (L.) Mill. s.l.) і лучний (P. pratensis (L.) Mill. s.l.), верби лапландська (Salix lapponum L.), чорнична (S. myrtilloides L.) і сиза (Salix starkeana Willd.), водяний горіх (Trapa natans L. s.l.);
водорості: батрахоспермум драглистий (Batrachospermum gelatinosum (L.) DC.), хроодактилон 

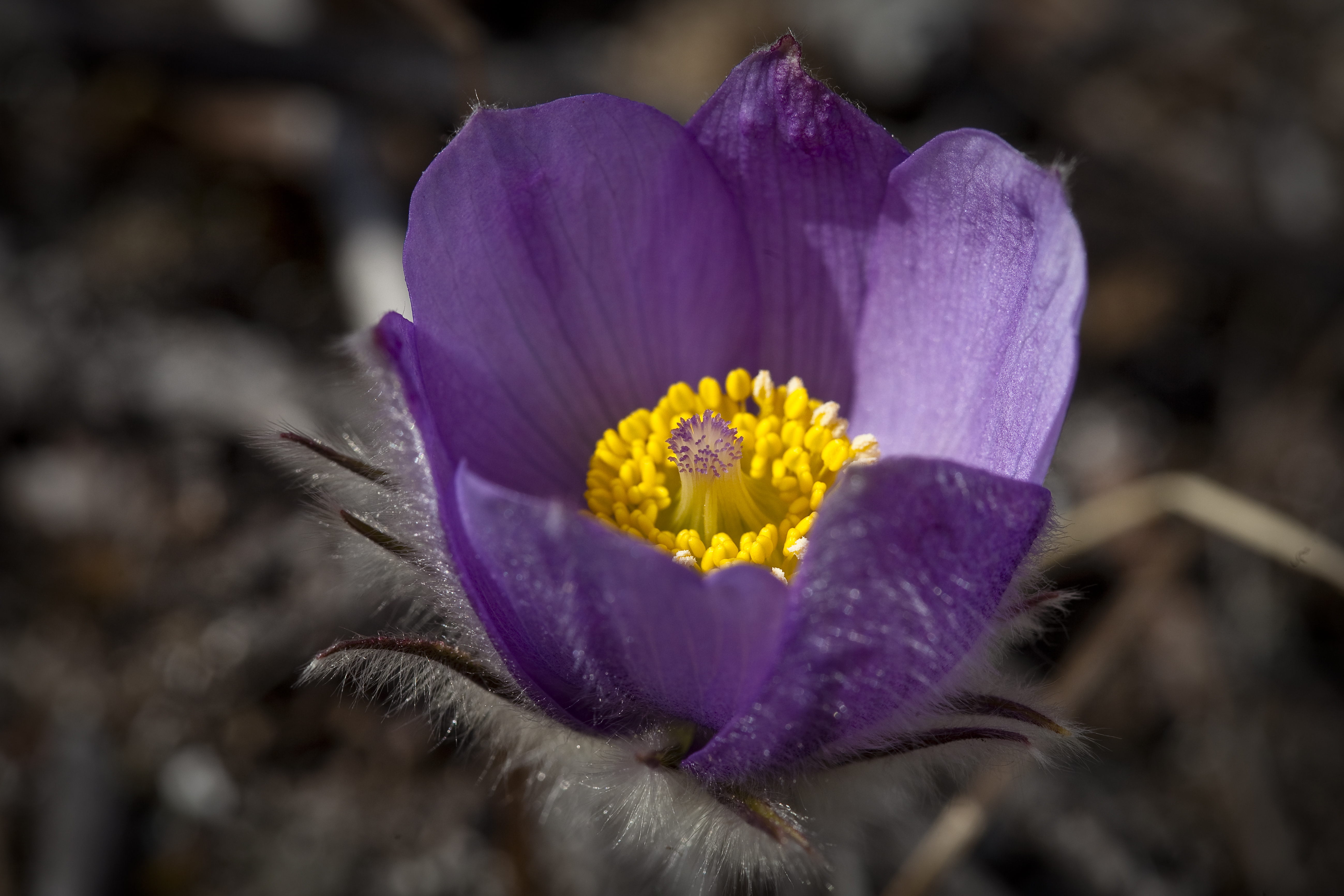
Сон широколистий

розгалужений (Chroodactylon ramosum (Thwait.) Hansg.);
мохи: сфагн блискучий (Sphagnum subnitens Russow et Warnst.) і Вульфа (S. wulfianum Girg.), псевдокалієргон трирядний (Pseudocalliergon trifarium (F. Weber et D. Mohr) Loeske);
гриби: рогатик товкачиковий (Clavariadelphus pistillaris (L.) Donk.).
На водоймах зони відчуження зростають рослинні ценози, внесені до Зеленої книги України, а саме: Альдрованда пухирчаста; Myriophylleta alterniflori; Trapeta natantis; глечиків жовтих (Nuphareta luteae); їжачої голівки маленької (Sparganieta minimi); Ceratophylleta submersi; Nymphaeeta albae; Nymphaeeta candidae; Potamogetoneta praelongi; Potamogetoneta obtusifolii; Potamogetoneta rutili; Salvinieta natantis. На західній межі зони відчуження розташовано ценоз ялинових лісів (Piceeta abietis). Всього — 13 угруповань.

## Фауна

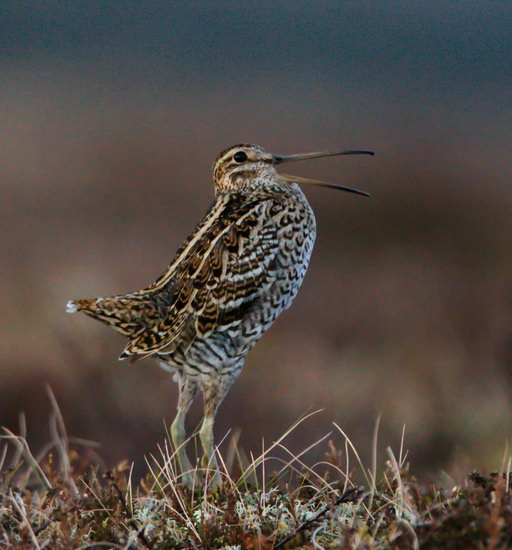
Баранець великий

Тваринний світ відповідає, в загальних рисах, складу фауни поліського регіону.
На теренах заповідника помічено більше 300 видів хребетних тварин (із загалом 410, що зустрічаються в регіоні), з яких 75 видів (з 97 можливих) занесені до Червоної книги України.
До Червоного списку Міжнародного союзу охорони природи занесено 14 видів фауни: вечірниця мала
(Nyctalus leisleri), видра річкова (Lutra lutra), рись звичайна (Lynx lynx), норка європейська (Mustela lutreola), бобер європейський (Castor fiber), баранець великий (Gapella media), деркач (Crex crex), тритон гребінчастий (Triturus cristatus), кумка червоночерева (Bombina bombina), райка деревна (Hyla arborea), вусач великий дубовий 

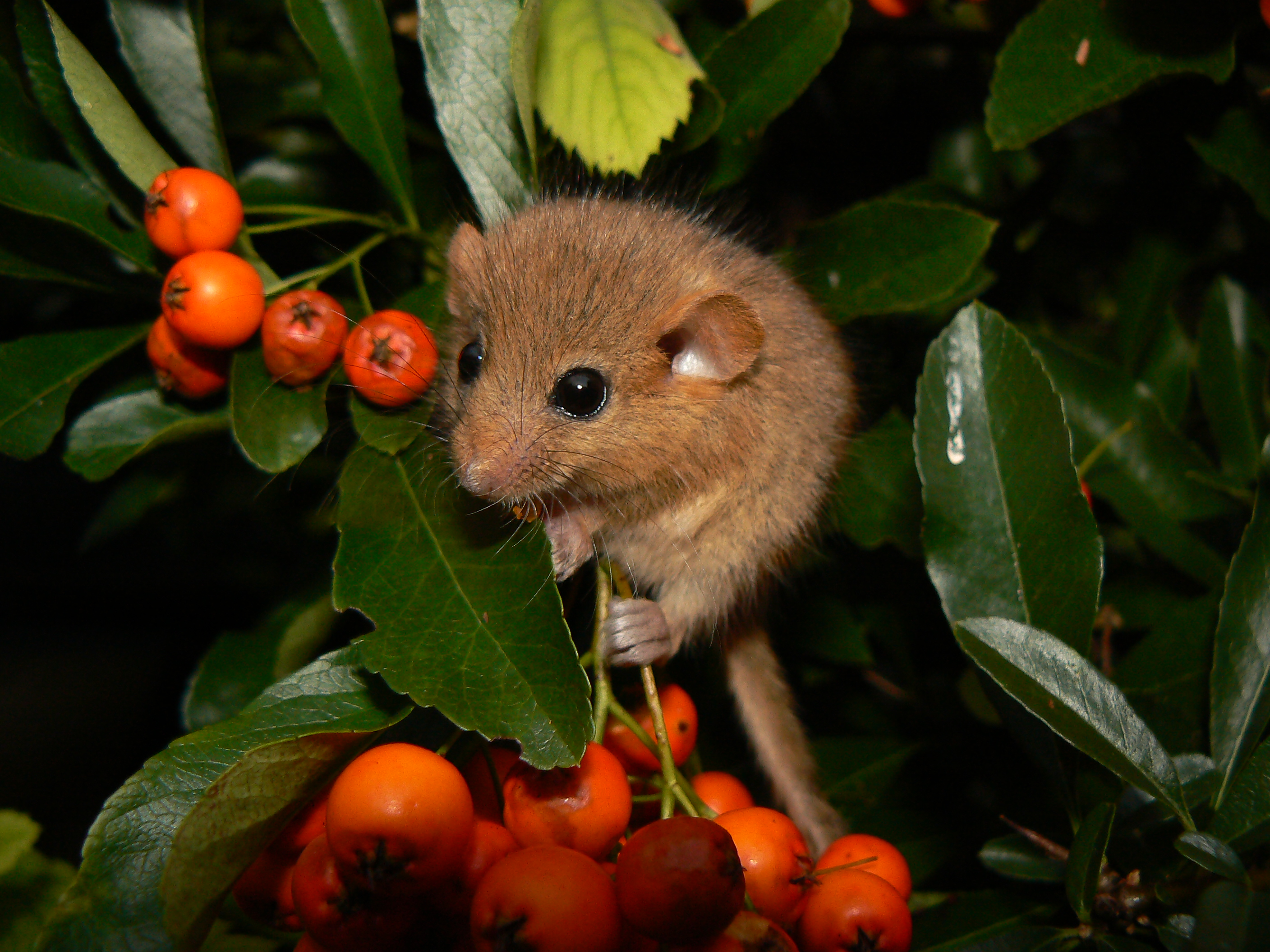
Ліскулька

(Cerambyx cerdo), сінниця Едіп (Coenonympha oedipus), мурашка руда лісова (Formica rufa), п'явка медична (Hirudo medicinalis).
Із Європейського червоного списку відзначено 16 видів: нічниця війчаста (Myotis nattereri), ліскулька (Muscaridinus avellanarius), вовк (Canis lupus), ведмідь бурий (Ursus arctos), видра річкова (Lutra lutra), рись звичайна (Lynx lynx), шуліка рудий (Milvus milvus), орлан-білохвіст (Heliaeetus albicilla), деркач (Crex crex), очеретянка прудка (Acrocephalus paludicola), п'явка медична (Hirudo medicinalis), мурашиний лев звичайний (Myrmeleon formicarius), вусач великий дубовий західний (Cerambyx cerdo), мнемозина (Parnassius mnemosyne), Прочанок Едип (Coenonympha oedipus), мурашка руда лісова (Formica rufa).

- Значна кількість видів птахів перебуває під охороною Конвенції про збереження мігруючих видів диких тварин.
- До додатку 1 Бернської конвенції занесені 179 видів фауни.
- Виявлено 75 видів фауни, занесених до Червоної книги України, а саме: кільчасті черви: п'явка медична (Hirudo medicinalis Linnaeus);

###### комахи
- красуня-діва (Calopteryx virgo Linnaeus),Красуня-діва

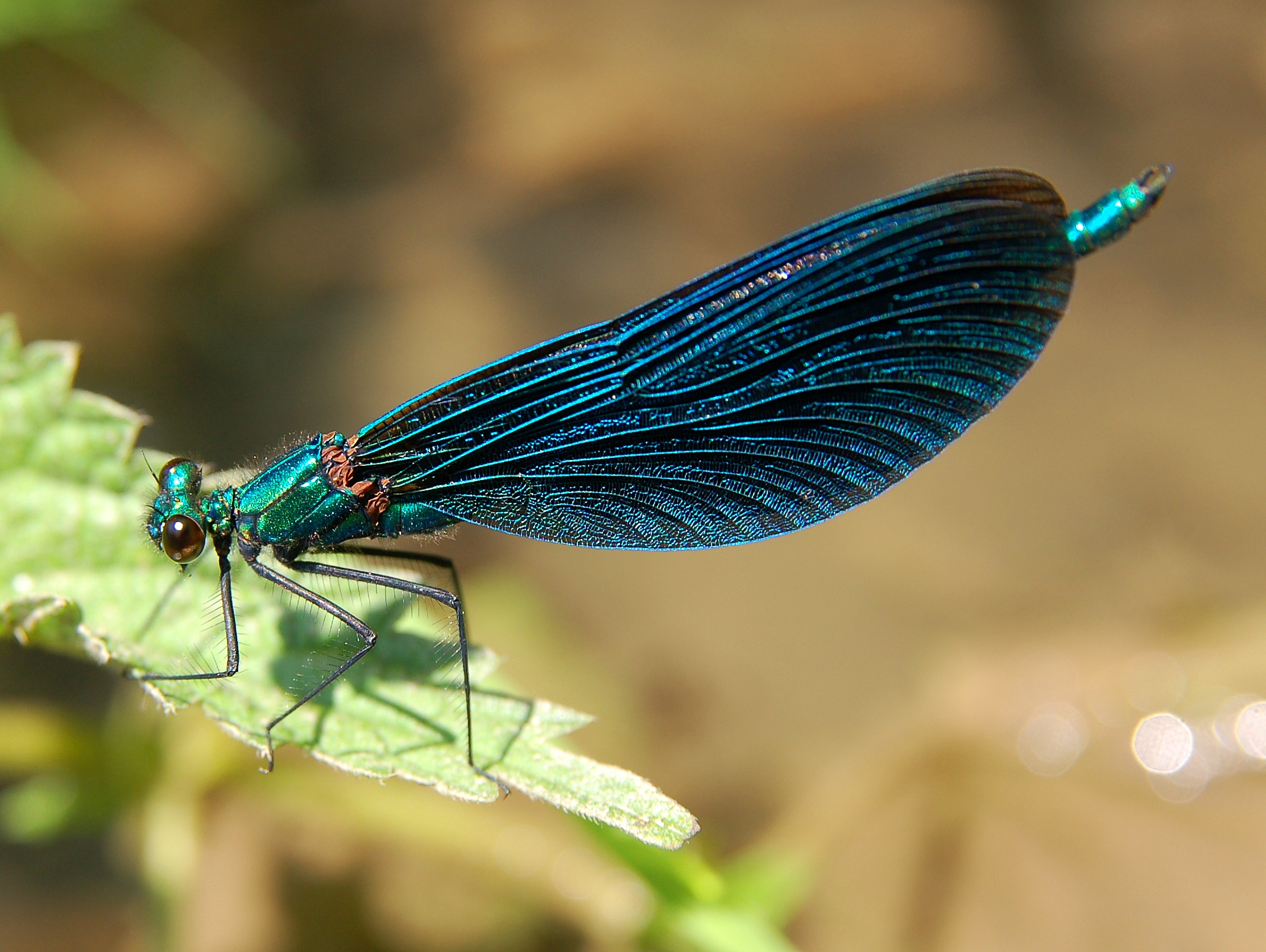
Красуня-діва

- дозорець-імператор (Anax imperator Leach);
- кордулегастер кільчастий (Cordulegaster boltoni Donovan);
- бабка перев'язана (Sympetrum pedemontanum Allioni);
- стафілін волохатий (Emus hirtus Linnaeus);
- жук-олень (Lucanus cervus cervus Linnaeus);
- вусач земляний хрестоносець, або коренеїд-хрестоносець (Cerambyx cergo Linnaeus);
- вусач-пурпуронадкрил Келлера (Purpuricenus kaehleri Linnaeus);
- вусач пахучий мускусний (Aromia moschata Linnaeus);
- махаон (Papilio machaon Linnaeus), подалірій (Iphiclides podalirius Linnaeus);
- поліксена (Zerynthia polyxena Denis et Schiffermüller);
- аполлон (Parnassius apollo Linnaeus), мнемозина (Parnassius mnemosyne Linnaeus);
- жовтюх торфовищний (Colias palaeno Linnaeus);
- стрічкарка тополева (Limenitis populi Linnaeus),Мінога українська;

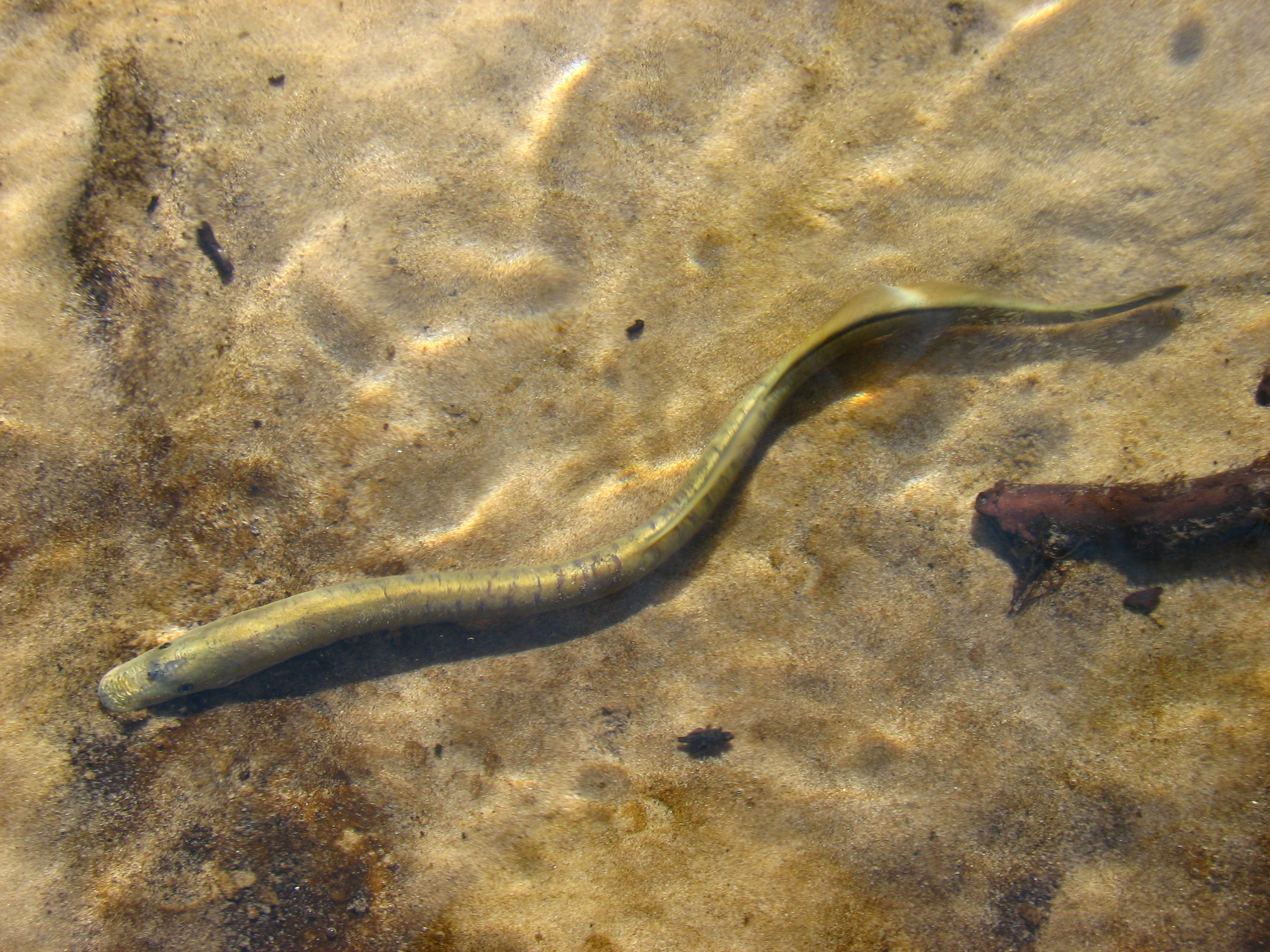
Мінога українська

- мінливець великий (Apatura iris Linnaeus);
- сінниця Геро (Coenonympha hero Linnaeus);
- синявець Буадюваля (Polyommatus boisduvalii Herrich-Schaffer);
- бражник мертва голова (Acherontia atropos Linnaeus);
- бражник прозерпіна (Proserpinus proserpina Pallas);
- ведмедиця велика (Pericallia matronula Linnaeus);
- ведмедиця-господиня (Callimorpha dominula Linnaeus);
- лярра анафемська (Larra anathema Rossi);
- ксилокопа, або бджола-тесляр звичайна (Xylocopa valga Gerstaecker);
- джміль яскравий (Bombus muscorum Linnaeus), джміль червонуватий;
- (Bombus (Megabombus) ruderatus Fabricius); круглороті: мінога українська (Eudontomyzon mariae Berg).

###### риби
- стерлядь (Acipenser ruthenus Linnaeus);

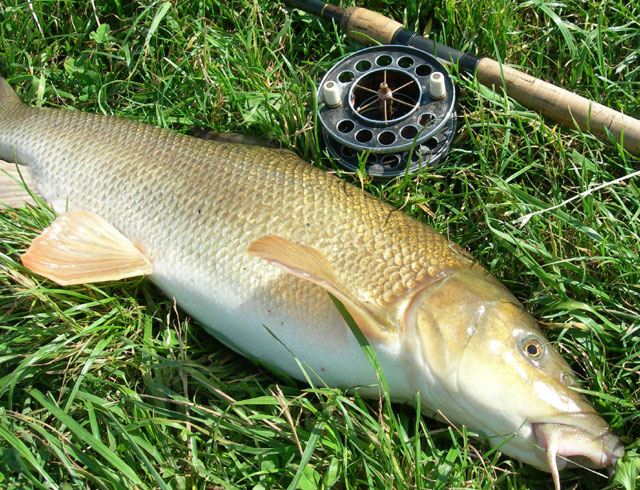
Марена дніпровська

- Марена дніпровськаосетер (Acipenser gueldenstaedtii Brandt et Ratzeburg);
- ялець (Leuciscus leuciscus Linnaeus);
- вирозуб (Rutilus frisii Nordmann);
- бистрянка (Alburnoides rossicus Berg);
- марена дніпровська (Barbus borysthenicus Dybowski);
- минь річковий (Lota lota Linnaeus);
- йорж звичайний (Gymnocephalus baloni Holcik et Hensel);
- йорж-носар (Gymnocephalus acerinus Güldenstädt).

###### плазуни
- мідянка звичайна (Coronella austriaca Laurenti);

###### птахи
- лелека чорний (Ciconia nigra Linnaeus);
- шуліка чорний (Milvus migrans Boddaert);
- лунь степовий (Circus pygargus Linnaeus);
- змієїд (Circaetus gallicus Gmelin);
- підорлик малий (Aquila pomarina C.L. Brehm);
- орлан-білохвіст (Haliaeetus albicilla Linnaeus);
- тетерук (Lyrurus tetrix Linnaeus);
- глухар (Tetrao urogallus Linnaeus);
- орябок (Tetrastes bonasia Linnaeus), Орябок;

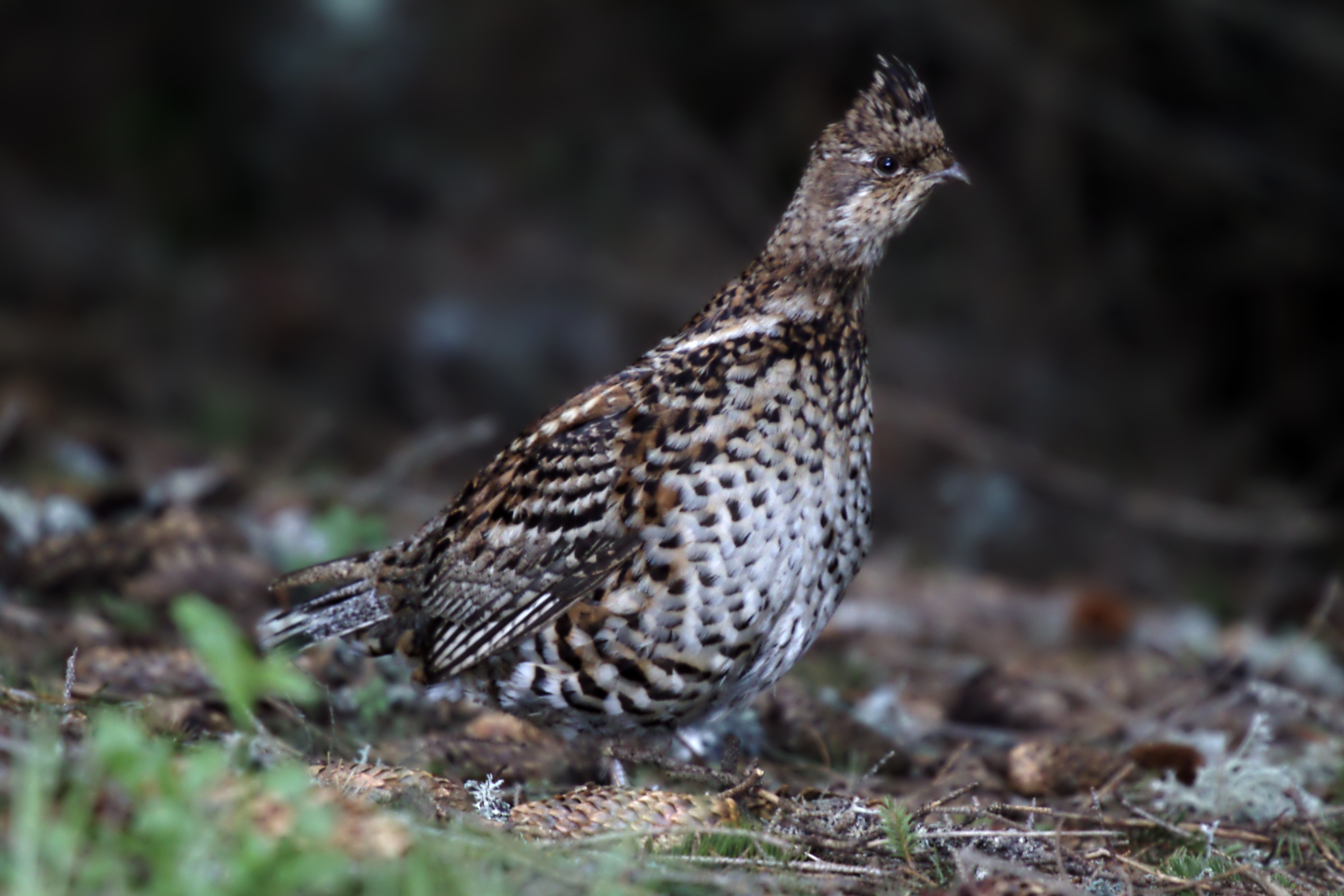
Орябок

- сірий журавель (Grus grus Linnaeus);
- кулик-сорока (Haematopus ostralegus Linnaeus);
- баранець великий (Gallinago media Latham);
- голуб-синяк (Columba oenas Linnaeus);
- пугач (Bubo bubo Linnaeus);
- сова болотяна (Asio flammeus Pontoppidan);
- сова бородата (Strix nebulosa Forster);
- сиворакша (Coracias garrulus Linnaeus);
- жовна зелена (Picus viridis Linnaeus);
- сорокопуд сірий (Lanius excubitor Linnaeus);

|                                                            |  |  |
| Пам'ятна монета - Чорнобиль. Відродження. Рись євразійська |  |  |

###### ссавці
- рясоніжка мала (Neomys anomalus Cabrera);
- нічниця ставкова (Myotis dasycneme Boie);
- нічниця водяна (Myotis daubentonii Kuhl);
- вечірниця дозірна (Nyctalus noctula Schreber);
- вечірниця велетенська (Nyctalus lasiopterus Schreber);
- нетопир пігмей (Pipis-trellus pygmaeus Leach);
- нетопир лісовий (Pipistrellus nathusii Keyserling et Blasius), Коні Пржевальського;

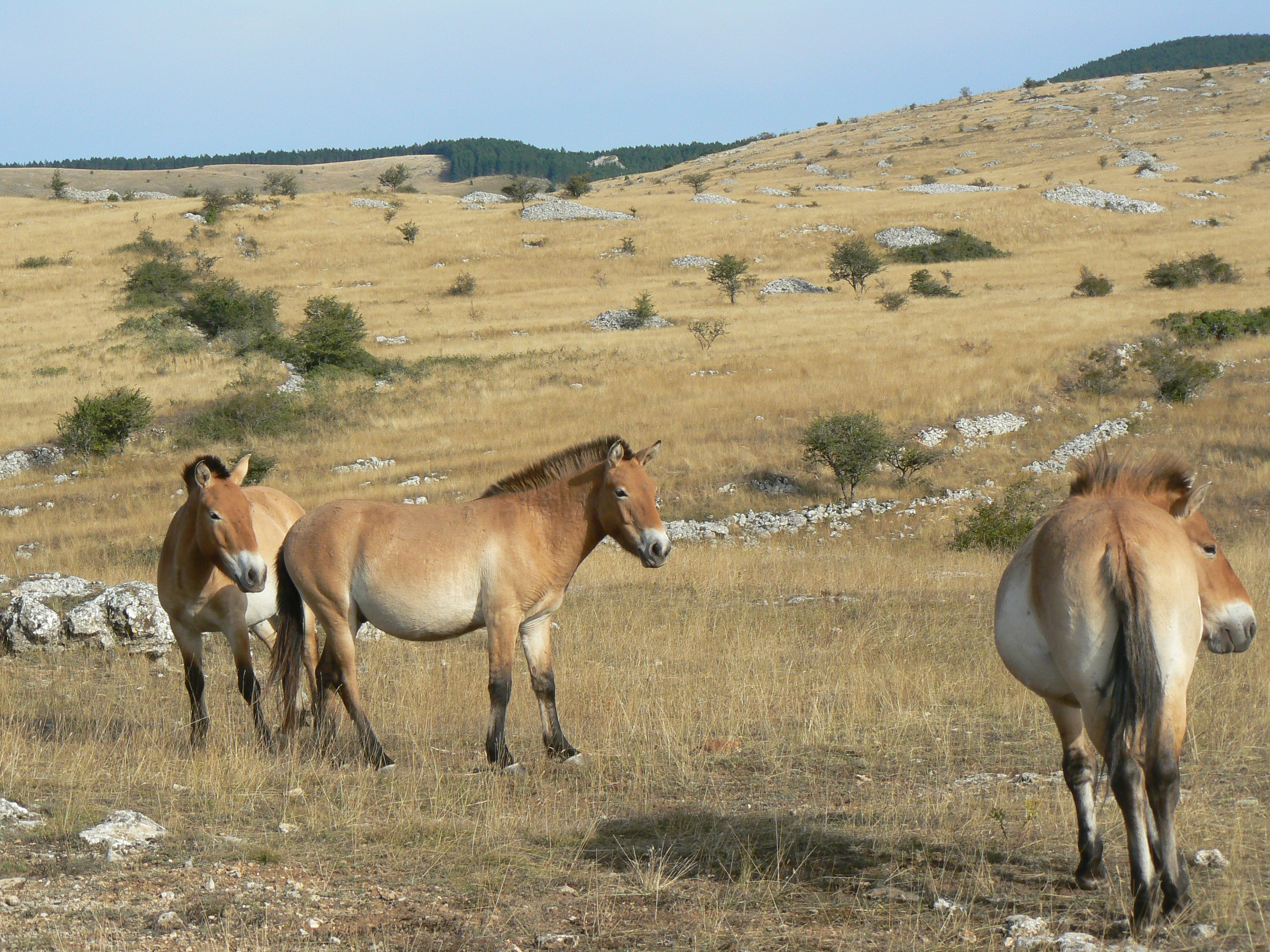
Коні Пржевальського

- лилик двоколірний (Vespertilio murinus Linnaeus);
- пергач, або кажан, пізній (Eptesicus serotinus Schreber);
- мишівка лісова (Sicista betulina Pallas);
- горностай (Mustela erminea Linnaeus);
- норка європейська (Mustela lutreola Linnaeus);
- лісовий тхір (Mustela putorius Linnaeus);
- Видра річкова (Lutra lutra Linnaeus);
- рись (Lynx lynx Linnaeus);
- Єнот уссурійський (Nyctereutes procyonoides)[6];
- Кінь Пржевальського (Equus ferus przewalskii)[7].
- зубр (Bison bonasus);
- ведмідь бурий (Ursus arctos Linnaeus).

## Історико-культурна спадщина
До аварії на ЧАЕС, терени Заповідника були доволі заселеною місцевістю з давньою історією. На сьогодні (2020-і) в межах Заповідника засвідчено 60 археологічних одиниць, які належать до різних історичних епох. Це городища ранньої залізної доби зі збереженими кільцеподібними валами, які перебувають поблизу сіл Бовище, Діброва та в лісовому масиві між селами Річиця й Нова Красниця, а також кургани на околицях м. Чорнобиль, сс. Залісся, Запілля, Черевач. У першій половині ХІХ ст. на цих землях налічувалося понад 17 православних храмів. На цей час збереглися лише два: церква Казанської ікони Божої Матері побудови 1898 року в с. Замошні та дерев'яна церква Архістратига Михаїла, збудована близько 1800 року в с. Красному.